# Château Croizet-Bages
Pour les articles homonymes, voir Croizet et Bages.
Le château Croizet-Bages est un domaine viticole de 25 hectares situé à Pauillac en Gironde. Situé en appellation pauillac, il est classé cinquième grand cru dans la classification officielle des vins de Bordeaux de 1855.

## Histoire du domaine
Le domaine a été créé sur l'ancienne propriété des Bages datant du XVIe siècle. 
Le domaine est racheté après la Première Guerre mondiale par l’industriel Américain Jean-Baptiste Monnot,. En 1942, Ce dernier revend le domaine qui devient la propriété de Paul Quié, courtier en vin à Bercy. Il est géré par Jean-Michel Quié et Anne-François Quié, propriétaires également du château Rauzan-Gassies et château Bel-Orme.

## Vignoble
Sur un sol sablo-graveleux, l'encépagement est constitué de 70 % de cabernet-sauvignon, 20 % merlot et 10 % cabernet franc.